# پائولینو ماسیپ
پائولینو ماسیپ (اسپانیایی: Paulino Masip‎؛ ‏ ۱۱ مهٔ ۱۸۹۹ – ۲۱ سپتامبر ۱۹۶۳) نویسنده، مقاله‌نویس، روزنامه‌نگار و فیلم‌نامه‌نویس اهل اسپانیا بود.
از فیلم‌ها یا مجموعه‌های تلویزیونی که وی در آن‌ها نقش داشته است، می‌توان به سه النا اشاره نمود.